# Аз-Зафір
Абу Мухаммад аз-Зафір бі-Амріллах (*1133 —1154) — ісмаїлітський халіф у 1149—1154 роках.

## Життєпис
Походив з династії Фатімідів. Син халіфа аль-Хафіза. Ще за життя батька у 1134 році розпочав боротьбу з братами за право бути спадкоємцем трону. В цій боротьбі аз-Зафір спирався на тюркські загони і сунітів. Тривала боротьба аз-Зафіра призвела до погіршення економічного стану держави. Зрештою до 1149 року він затвердився як спадкоємець. Після смерті батька у 1149 році став новим халіфом.
Із самого початку свого панування передав усі справи візиру Сайф ад-Діну ібн Саллару, який був курдом-сунітом. Сам аз-Зафір поринув у розкоші, пияцтво й гультяйство, більше часу проводив у бенкетах та гаремі із жінками.
Для протидії наступу Єрусалимського королівства було укладено союз з державою Зенгідів в Північній Сирії. Втім у 1153 році фатімідські війська зазнали поразки й втратили важливе місто Аскалон.
Невдовзі після цього у 1154 році аз-Зафір помер, а владу успадкував його син аль-Фаїз.